# Codex Campianus
Der Codex Campianus (Gregory-Aland no. M oder 021; von Soden ε 72) ist eine griechische Handschrift des Neuen Testaments, die auf das 9. Jahrhundert datiert wird. Sie besteht aus den vier Evangelien auf 257 Pergamentblättern (22 × 16,3 cm). Der Text steht in 2 Spalten, 24 Zeilen. Die Handschrift ist vollständig.

## Beschreibung
Die Handschrift wurde in zierlichen Unzialbuchstaben ausgeführt. Spiritus asper, Spiritus lenis und Akzente sind zusätzlich eingetragen und häufig treten itazistische Fehler auf. 
Außerdem enthält die Handschrift die Epistula ad Carpianum, das Synaxarion und das Menologion. 
Der griechische Text des Codex repräsentiert den Byzantinischen Texttyp und wird der Kategorie V zugeordnet.

## Geschichte
Die Handschrift gehörte François de Camps, Abbe de Signy (1643–1723), der sie zum Neujahr 1706 an König Ludwig XIV. verschenkte. 1708 wurde sie von Bernard de Montfaucon beschrieben. 
Der Codex wird in der Bibliothèque nationale de France (Gr. 48) in Paris verwahrt.